# Naturschutzgebiet Muttersteinhöhle
Koordinaten: 51° 9′ 45″ N, 7° 57′ 29″ O

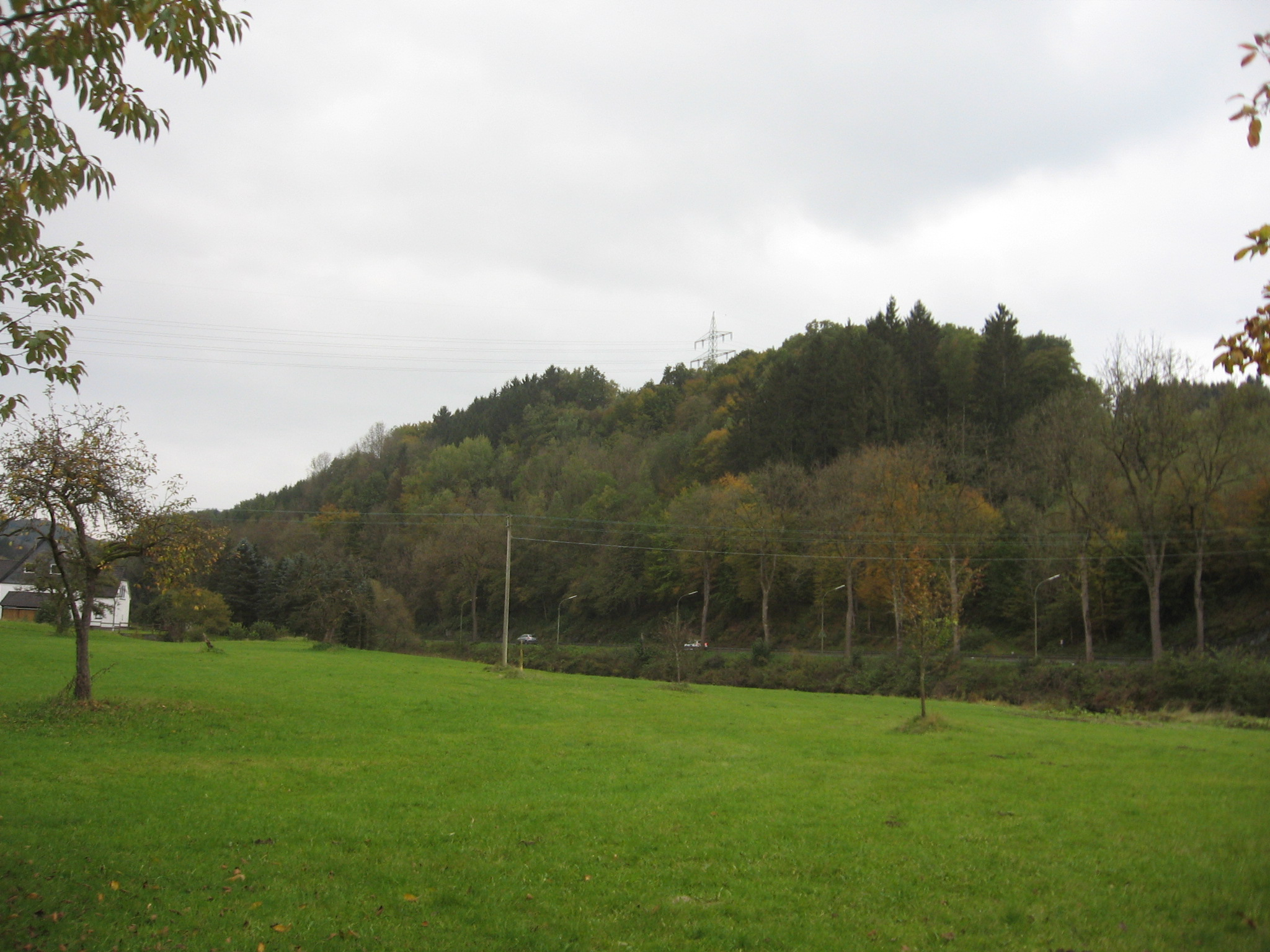
Naturschutzgebiet Muttersteinhöhle

Das Naturschutzgebiet Muttersteinhöhle befindet sich in der Gemeinde Finnentrop im Kreis Olpe in Nordrhein-Westfalen. Es liegt westlich der Bigge beim Finnentroper Ortsteil Altfinnentrop und südwestlich des Kernortes Finnentrop. Das Naturschutzgebiet wurde am 30. November 2006 mit dem Landschaftsplan Attendorn-Heggen-Helden ausgewiesen. Das Naturschutzgebiet hat eine Größe von 2,60 ha.

## Lebensräume
Im Naturschutzgebiet befindet sich die Muttersteinhöhle, deren Eingang im Jahr 1980 durch die Deutsche Bundespost bei Kabelverlegungsarbeiten freigelegt wurde. Später wurde der Eingang wieder verschüttet. In der Höhle befinden sich Aragonitkristalle und Excentriques. Daneben befinden sich auch bis zu 5 m hohe Kalksteinfelsen im NSG. An den Felsen wurden die Kleinfarnen Asplenium trichomanes und Polypodium vulgare nachgewiesen. Das Gebiet ist zumeist mit einem Eichen-Hainbuchen-Bestand bewaldet.

## Schutzzweck und Schutzziel
Die Unterschutzstellung erfolgte laut Landschaftsplan aus wissenschaftlichen und erdgeschichtlichen Gründen. Ferner zur Erhaltung eines Höhlensystems.
Im Landschaftsplan wurde ferner festgelegt, dass der Höhleneingang wieder freizulegen sei und anschließend dieser Eingang mit einem Fledermausgitter zu verschließen ist. Diese Maßnahme soll sowohl dem Biotop- und Artenschutz als auch der Erfahrbarkeit der geologischen Besonderheit dienen.